# José Santiago Bueso Soto
José Santiago Bueso Soto (* 1815) war vom 18. Oktober bis 8. November 1855 Präsident von Honduras.

## Leben
Seine Eltern waren Isabel Soto und Pedro Regalado Bueso.
Sein Bruder war Mónico Bueso Soto.
1855 ließ General José Rafael Carrera Turcios von Guatemala wiederholt seine Truppen Guatemala angreifen um General
José de la Trinidad Francisco Cabañas Fiallos zu stürzen.
Am 6. Juli 1855 wurden die honduranischen Truppen bei Los Llanos de Santa Rosa und der Stadt Gracias geschlagen.
Der General der honduranischen Armee Juan López Gutiérrez putschte am 6. Oktober 1855 bei Masaguara in der Nähe des Valle de Jesús de Otoro.
Cabañas ging ins Exil nach El Salvador, wo er Regierungsminister bei seinem Schwager Gerardo Barrios wurde.
Präsident General Juan López ernannte José Santiago Bueso zu seinem Stellvertreter.
José Santiago Bueso war ab 18. Oktober 1855 geschäftsführender Präsident.
Aus Gesundheitsgründen gab er sein Präsidentenamt am 8. November 1855 an Francisco de Aguilar weiter.